# Sideman (évêque)
Pour l’article homonyme, voir Sideman.
Sideman est un prélat anglo-saxon du Xe siècle. Il est évêque de Crediton de 973 à sa mort, le 30 avril 977.

## Biographie
Moine au Old Minster de Winchester, puis abbé d'Exeter, Sideman est élu évêque de Crediton, dans le Devon, en 973. D'après l'hagiographie d'Oswald de Worcester rédigée par Byrhtferth de Ramsey, Sideman est un protégé de l'ealdorman Ælfhere de Mercie, et il est chargé de l'éducation du prince Édouard avant son accession au trône, en 975.
La Chronique anglo-saxonne rapporte la mort de Sideman, le 30 avril 977, lors d'un conseil tenu à Kirtlington, dans l'Oxfordshire. Bien qu'il ait souhaité être inhumé à Crediton, c'est à l'abbaye d'Abingdon qu'il est enterré.